# Jeumontbrug
De Jeumontbrug is een ophaalbrug over de Dender in de stad Lessen (Frans: Lessines) in de provincie Henegouwen.
Door een brand was de brug tussen half juli en eind september 2009 buiten gebruik voor het scheepvaartverkeer.